# Ectropis hypulina
Ectropis hypulina är en fjärilsart som beskrevs av Eugen Wehrli 1943. Ectropis hypulina ingår i släktet Ectropis och familjen mätare. Inga underarter finns listade i Catalogue of Life.